# ليزا روجرز
ليزا روجرز (بالإنجليزية: Lisa Rogers)‏ هي مقدمة تلفزيونية وممثلة بريطانية، ولدت في 7 سبتمبر 1971 في كارديف في المملكة المتحدة.

## وصلات خارجية
- ليزا روجرز على موقع IMDb (الإنجليزية)
- ليزا روجرز على موقع قاعدة بيانات الفيلم (الإنجليزية)
- ليزا روجرز على موقع كينوبويسك (الروسية)